# Enebakk község
Ennebak község egy község Norvégia Akershus megyéjében, a Follo régió része. A község adminisztratív központja Kirkebygda. Enebak községet 1838. január 1-jén alapították (lásd formannskapsdistrikt).

## Általános információk

### Név
A község (eredetileg a plébánia) az Enebakk farm nevét viseli (óészaki nyelven Ignarbakki), mivel itt épült az első templom. A név első tagja az Ign folyó nevének birtokos alakja, a második pedig a bakki, melynek jelentése "part". A plébániát korábban Ignardalr-nak is nevezték, ennek jelentése "az Ign folyó völgye". 1921 előtt a község nevét "Enebaknak" írták.

### Címer
A község címerét 1986. december 12-én fogadták el. A címer egy, a helyi templomban található rajzon alapszik, amely a 17. századból származik, és négy ezüstkeresztet ábrázol zöld alapon. A címer négy négyágú pengét ábrázol, ezek a község négy részét jelképezik.

## Földrajz
A község legmagasabb pontja a 374 méter magas Vardåsen. Enebakk 30 kilométerre terül el Oslo határától, állandó buszjáratokkal a fővárosba.

## Testvérvárosok
- - Hammarö, Värmland megye, Svédország